# Capasa brachygenyx
Capasa brachygenyx är en fjärilsart som beskrevs av Louis Beethoven Prout 1925. Capasa brachygenyx ingår i släktet Capasa och familjen mätare. Inga underarter finns listade i Catalogue of Life.